# Turija (gmina Kučevo)
Turija (cyr. Турија) – wieś w Serbii, w okręgu braniczewskim, w gminie Kučevo. W 2011 roku liczyła 466 mieszkańców.